# 拜耳斯坦数据库
拜耳斯坦数据库（英語：Beilstein database，亦被译为拜尔斯坦或拜尔施泰因）是重要的有机化学数据库之一，以有机化学资料见长。它分为拜耳斯坦文摘数据库和拜耳斯坦有机化学结构及数据两部分，涵盖自1771年起的超过2百万条化学相关文献，收录有1千万余种物质和1千万余条化学反应。数据库的前身是俄国人弗里德里希·拜耳斯坦于1881年创办的“拜耳斯坦有机化学手册”。2007年开始，由愛思唯爾出版集团下属的位于德国法兰克福的爱思唯尔信息系统有限责任公司（Elsevier Information System GmbH）负责维护，随后爱斯唯尔将其与盖墨林数据库整合入Reaxys。
拜耳斯坦数据库采用拜耳斯坦登记号对化学物质进行标识，用户来亦可使用CAS号进行检索。数据库中超过1千万的有机化合物的物理化学性质都经过实际测量验证，并附有资料来源。

## 简史
- 1862年，弗里德里希·拜耳斯坦开始编撰有机化学手册。
- 1981年，拜耳斯坦有机化学手册第一版第一卷发行，次年第二卷发行。
- 1896年起，德国化学会（Gesellschaft Deutscher Chemiker）接手第四版编辑工作，1918年起陆续发行第四版。
- 1951年起，马克斯-普朗克学会成立拜耳斯坦有机化学文献学会，继续第四版的编辑出版工作。
- 1983年，拜耳斯坦学会开始建设贝尔斯坦数据库。
- 1991年，拜耳斯坦化学数据光盘发行，同年，AutoNom自动系统命名软件和CrossFire数据库检索软件问世。
- 1998年，拜耳斯坦有机化学手册停止发行，第四版最终包含503卷，共440,814页。随后的更新完全在拜耳斯坦数据库中进行，由爱思唯尔的子公司Elsevier MDL维护。
- 2007年，爱思唯尔获得数据库的所有权，由于Elsevier MDL被转售于美国的赛美科技（Symyx），数据库由Elsevier Information System维护。

2006年第2次更新时，拜耳斯坦数据库中的化学反应记录增加到1千万。2007年第3次更新后，数据库中的化合物记录增加到1千万。

## 访问
拜耳斯坦数据库和盖墨林数据库已被爱斯唯尔整合为Reaxys，可以通过Reaxys进行在线检索。
由于数据库以前由赛美科技所属的MDL维护，所以赛美的DiscoveryGate在线检索系统也提供对数据库的检索。
STN、DIALOG等商用在线数据库群作为协议第三方用户也曾经提供过对贝尔斯坦数据库的访问。